# メルセデス・ベンツ・C140
メルセデス・ベンツ・C140（Mercedes-Benz C140 ）は、ドイツの自動車メーカーダイムラー・ベンツがメルセデス・ベンツブランドで展開していた初代CLクラスである（C140はそのコードネーム）。

## 解説
1992年1月のデトロイトモーターショーでSEC（S-Klasse-Einspritzmotor-Coupé ）として発表された。C140はメルセデス・ベンツ・W140のクーペバージョンである。1998年9月までの6年間販売され、2万6,022台が販売された。後継はメルセデス・ベンツ・C215である。
日本では1993年5月に V型12気筒 （290kW）エンジン搭載の600SECが発売された。エンジンやテクノロジーの大部分はメルセデス・ベンツ・W140と同様である。
1993年6月に名称が変更されS600クーペとなったが、名称以外の変更はトランクリッドのエンブレムが変更されただけである。同時にV型8気筒（235kW）エンジン搭載のS500クーペ（右ハンドルのみの設定）が追加された。
1994年8月にマイナーチェンジモデル（1995年モデル）の販売を開始、前後バンパーおよびサイドプロテクトパネル（サッコプレート）が量感あるデザインに変更され、フロントウインカーレンズがアンバーからホワイトに変わり、アルミホイールも半光沢タイプのものに変更された。
1996年8月に1997年モデルが発表され、CL500/CL600と名称を変え、新たに設定されたCLクラスに移行（ただし、モデル呼称はC140のまま）され、2つの先進的な技術が導入された。1つは電子制御5速ATであり、電子制御により燃料消費量の削減が可能になった。新しいオートマチックトランスミッションは従来より簡潔かつコンパクトで、部品点数が40%減少したことにより製造コストも削減された。もう1つはエレクトリック・スタイビリティー・プログラム（ESP）である。ESPは危険な状況のときに各種センサーの情報に基づきブレーキを制御し、回転モーメントを制御してドライバーをサポートする。外見上の変更としてバンパーが変更され、駐車時に障害物への接近を知らせるパークトロニックが装備された。その他、キセノンヘッドライトや助手席用のSRSサイドエアバッグなどが装備された。
1998年にはモデル末期の梃入れとしてCL600にチェストナットのウッドパネルをオプションに追加した。

## エンジン
|                    | S500クーペ/CL500 | 600SEC/S600クーペ/CL600 |
| ------------------ | ---------------- | ----------------------- |
| 販売期間           | 1993年−1999年    | 1993年−1999年           |
| エンジン型式       | M119E50          | M120E60                 |
| 種類・シリンダー数 | DOHC V型8気筒    | DOHC V型12気筒          |
| 総排気量           | 4,973cc          | 5,987cc                 |
| 最高出力           | 235kW (320PS)    | 290kW (394PS)           |